# 愛しのバービー・ガール
「愛しのバービー・ガール」(Barbie Girl)は、アクアの楽曲であり、バンドの1枚目のスタジオ・アルバム『アクエリアム』から3枚目のシングルとしてリリースされた。
ミュージック・ビデオではルネがバービー、レネーがボーイフレンドのケンに扮している。

## 収録曲
日本盤 シングル
1. 愛しのバービー・ガール - 3:16
2. 愛しのバービー・ガール（エクステンデッド・ヴァージョン） - 5:14

## パフォーマンス
アクアはパーカッション集団サファリ・デュオとともに、ユーロビジョン・ソング・コンテスト2001のインターバル・アクトにて、本楽曲を含むバンドの代表曲をメドレー形式で演奏した 。

## 反響
全英シングルチャートではグループ初の首位を獲得、Billboard Hot 100ではグループにとって初めてのTOP10入りを果たした。また、アメリカ合衆国では2003年の時点でCD140万枚を売り上げた。

## 訴訟
2000年、バービー人形の製造元であるマテルは、「自社製品であるバービーを、『脳みその足りない尻軽金髪女』として描写する形で商標権を侵害した」として、当時バンドが所属していたMCAレコードを訴えた 。レコード会社側は、楽曲の内容は社会的なメッセージであるとして反論した。マテルの訴えは下級裁判所により棄却されたものの、合衆国最高裁判所に上訴したが、最終的にはこれも棄却された。
2009年、マテルはバービーの宣伝にて、歌詞の一部を変更したうえで本楽曲を使用した。